# Sud il tour
Sud il tour è un album live di Fiorella Mannoia, pubblicato il 9 ottobre 2012 con distribuzione Sony Music e con etichetta Oyà. Dall'album viene estratto come singolo, lo stesso giorno, il brano Quelli che benpensano con il featuring di Frankie hi-nrg mc.

## Tracce

### CD 1
1. I treni a vapore – 6:54 (Ivano Fossati)
2. Io non ho paura – 4:02 (testo: Bungaro, Cesare Chiodo, Antonio Iammarino – musica: Bungaro, Cesare Chiodo)
3. Se il diluvio scende – 4:03
4. Dal tuo sentire al mio pensare – 4:07 (testo: Fiorella Mannoia, Giuseppe Romanelli – musica: Bungaro)
5. Sally – 5:31 (testo: Vasco Rossi – musica: Tullio Ferro e Vasco Rossi)
6. Se solo mi guardassi – 5:52
7. I dubbi dell'amore – 4:49
8. Luce – 4:31 (testo: Luca Barbarossa – musica: Marco Migliori e Luca Barbarossa)
9. In viaggio – 4:18
10. L'amore si odia – 4:27 (testo: Diego Calvetti e Marco Ciappelli – musica: Diego Calvetti)

Durata totale: 48:34

### CD 2
1. Quando l'angelo vola – 5:55 (testo: Alessandro Pitoni – musica: Alessandro Pinnelli, Ruggero Brunetti, Alessandro Pitoni e Francesco Saverio Capo)
2. Quelli che benpensano (feat. Frankie hi-nrg mc) – 5:13 (testo: Frankie hi-nrg mc – musica: Giulia Puzzo e Sebastiano Ruocco)
3. Non è un film (feat. Frankie hi-nrg mc) – 4:08
4. Via con me – 3:51 (Paolo Conte)
5. Portami via – 3:52
6. Oh che sarà (Oh que sera) – 3:53
7. Quello che le donne non dicono – 5:13 (Enrico Ruggeri e Luigi Schiavone)
8. Mio fratello che guardi il mondo – 6:09
9. Convivere – 3:53
10. Il cielo d'Irlanda – 7:07
11. Cara – 5:09
12. Buontempo (feat. Frankie hi-nrg mc) – 6:24

Durata totale: 60:47
Durata totale: 1 h : 49 min : 21 s
Contenuti video
In allegato all'album nella versione digitale è incluso un video.
1. Quelli che benpensano (feat. Frankie hi-nrg mc) – 5:11 (testo: Frankie hi-nrg mc – musica: Giulia Puzzo e Sebastiano Ruocco)

## DVD
All'album è allegato un DVD che è stato registrato durante le tappe del Sud tour, il DVD comprende anche un video-racconto di Fiorella Mannoia che illustra l'ideazione e il dietro le quinte del progetto.

## Sud tour (seconda parte)
Sud tour (seconda parte) è il tour di Fiorella Mannoia dell'autunno e dell'inverno 2012. In alcune tappe del tour Fiorella Mannoia viene affiancata da Noemi e Frankie hi-nrg mc.

### Date e tappe
| Sud tour | Sud tour | Sud tour | Sud tour                                                  |
| Anno     | Mese     | Giorno   | Tappa                                                     |
| -------- | -------- | -------- | --------------------------------------------------------- |
| 2012     | ottobre  | 8        | Roma - GranTeatro                                         |
| 2012     | novembre | 11       | Livorno - Teatro Carlo Goldoni                            |
| 2012     | novembre | 13       | Torino - Teatro Colosseo                                  |
| 2012     | novembre | 16       | Lucca - Teatro del Giglio                                 |
| 2012     | novembre | 17       | Udine - Teatro Nuovo Giovanni da Udine                    |
| 2012     | novembre | 19       | Brescia - PalaBrescia                                     |
| 2012     | novembre | 29       | Civitanova Marche (MC) - Teatro Rossini                   |
| 2012     | novembre | 30       | Senigallia (AN) - Teatro La Fenice                        |
| 2012     | dicembre | 2        | Palermo - Teatro Politeama                                |
| 2012     | dicembre | 3        | Catania - Teatro Metropolitan                             |
| 2012     | dicembre | 5        | Napoli - Teatro Augusteo                                  |
| 2012     | dicembre | 9        | Roma - Auditorium Parco della Musica (Sala Santa Cecilia) |
| 2012     | dicembre | 13       | Belluno - Teatro comunale                                 |
| 2012     | dicembre | 15       | Bologna - Teatro Manzoni                                  |
| 2012     | dicembre | 17       | Milano - Teatro degli Arcimboldi                          |
| 2012     | dicembre | 19       | Saint-Vincent - Palais                                    |

## Classifica italiana
| Classifica | Posizione più alta |
| ---------- | ------------------ |
| Italia     | 10                 |